# Mauretania Tingitana

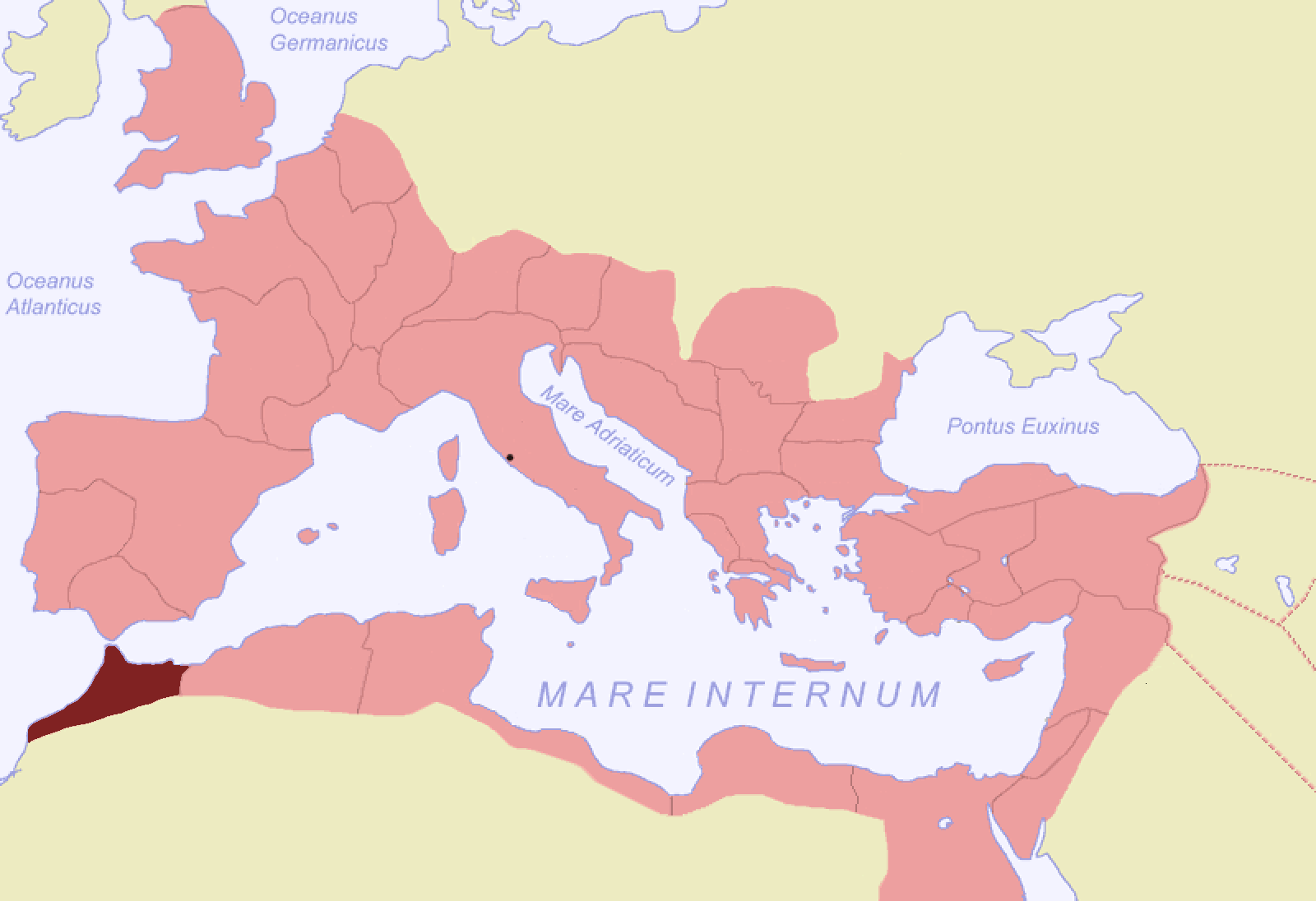
Provincia Mauretania (în jurul anului 120 d.C.)

Mauretania tingitana a fost o provincie romană situata in nord-vestul Africii, anexată în 40 d.Chr. de către imparatul Claudius, care a transformat regatul clientelar Mauretania in 2 provincii romane, Mauretania Tingitana, la vest de raul Mulucha, si Mauretania Caesariensis, la est de Mulucha. In timpul lui Juba al II-lea, ultimul rege al Mauretania, romanii creasera primele colonii pe malul Oceanului Atlantic. Soldatii mauri erau foarte apreciati in armata romana, fiind recrutati in special in cavaleria usoara.  Mauretania va rămâne provincie romană până în anul 429, când va fi invadată de către vandali. In 533, bizantinii reusesc sa recucereasca Mauretania in numele imparatului Justinian I, teritorii care au fost mai tarziu incorporate in Exarhatul Africii din cadrul Imperiului Bizantin, pana in 698, cand au fost cucerite de arabi. 
Mauretania Tingitana corespunde Marocului de astăzi. 